# تصوير الأقنية الصفراوية
تصوير الأقنية الصفراوية(1) هي تقنية تصويرٍ طبي لقناة الصفراء (تُعرف أيضًا بالجهاز الصفراوي) بواسطة الأشعة السينية وحقن مادةٍ تباين.

## الأنواع
يُوجد على الأقل 4 أنواعٍ من تصوير الأقنية الصفراوية:
1. تصوير الأقنية الصفراوية عبر الكبد عن طريق الجلد (PTC): فحص الكبد والأقنية الصفراوية بالأشعة السينية، ويُجرى ذلك عبر إدخال إبرةٍ رفيعةٍ في الكبد وحقن مادة تباينٍ فيها للمساعدة على مشاهدة الانسداد الحاصل في الكبد والأقنية الصفراوية.
2. تصوير البنكرياس والأقنية الصفراوية بالتنظير الباطني بالطريق الراجع (ERCP). على الرغم من أنَّ هذه الطريقة تندرج تحت التصوير الطبي، إلا أنها تستخدم للتشخيص والعلاج، وتصنف عادةً ضمن الجراحات بدل التصوير.
3. تصوير الأقنية الصفراوية الأولي (أو في الفترة المحيطة بالجراحة): يُجرى في غرفة العمليات خلال إجراء التصريف الصفراوي.
4. تصوير الأقنية الصفراوية الثانوي: يُجرى بعد الانتهاء من التصريف الصفراوي.

تُستخدم سوائل فلورية في كلتا الحالتين لإنشاء تباينٍ يجعل التشخيص ممكنًا. استبدلَ تصوير الأقنية الصفراوية إلى حدٍ كبير الطريقة المستخدمة سابقًا لتصوير الأقنية الصفراوية وريديًا (IVC).
يُعد تصوير البنكرياس والأقنية الصفراوية بالرنين المغناطيسي (MRCP) طريقةً أُخرى لتصوير الأقنية الصفراوية.

## هوامش
1. تصوير الأقنية الصفراوية أو تصوير الأوعية الصفراوية أو تصوير قنوات الصفراء